# Distephana
Distephana je rod iz porodice Passifloraceae.
Ovaj rod još nema priznatih vrsta. Nije riješen status dviju vrsta.